# Herbes Eivissenques
Les Herbes Eivissenques són una beguda espirituosa anisada amb extractes d'aromes de diverses plantes medicinals i amb un grau variable d'edulcoració.

## Història
A finals del segle xix, curiosament a Formentera va néixer el que es podria denominar la primera indústria de begudes espirituoses de les Pitiüses. Com és ben sabut, molts dels residents de Formentera compaginaven les labors de pescadors, agricultors i ramaders. Però un d'ells, cap al 1880, tenia altres prioritats i amb el seu llaüt feia viatges a Barcelona per abastir l'illa d'objectes i estris allà no existents. Va conèixer els secrets dels alambins i de la fabricació de begudes alcohòliques. Creà una petita fàbrica que anys després traslladaria a Eivissa i que, a hores d'ara encara perdura. L'any 1997 s'aprovà la denominació geogràfica Herbes Eivissenques, la qual cosa permet per una part protegir el nom geogràfic, i per l'altra evitar la competència deslleial i garantir la qualitat del producte.

## Elaboració
Les Herbes Eivissenques es defineixen al reglament de la denominació geogràfica com una beguda espirituosa anisada obtinguda bàsicament per l'extracció d'aromes de diverses plantes procedents de la zona d'elaboració com són el fonoll, timó, romaní, herballuïsa, espígol, ruda, eucaliptus, camamilla, ginebre amb ginebrons, orenga, menta, herba-sana, fulles i pell de llimona i taronja, i sàlvia en presència d'altres plantes com l'anís estrellat o badiana i l'anís verd o matafaluga. L'extracció de les aromes de les plantes per a l'elaboració d'Herbes Eivissenques es realitza segons els mètodes Herbes Eivissenques següents:
- Destil·lació: en alambins de coure a foc lent de gas durant 18 h.
- Maceració: en solució hidroalcohòlica d'alcohol etílic d'origen agrícola de 70º durant 15 dies.
- Infusió: en aigua que bull, deixant-la després refredar.

El producte obtingut mitjançant els mètodes descrits es mescla posteriorment per obtenir un licor amb un contingut alcohòlic entre els 24 i 38% vol. L'àmbit d'elaboració de les Herbes Eivissenques són les illes d'Eivissa i Formentera.

## Característiques sensorials
Les Herbes Eivissenques són una confluència de sabors i aromes que envolten els de l'anís. La riquesa de la mescla dona força i equilibri al producte final. En certs casos predomina algun tipus concret d'aroma (fonoll, timó, romaní) però en general se cerca la coexistència múltiple i diversificada dels extractes integrants. El color podrà oscil·lar entre el verd ambre i el verd.

## Característiques químiques
Les Herbes Eivissenques tenen les següents característiques químiques:
- Grau alcohòlic: entre 24 i 38%.
- Contingut en sucre: màxim 250 g/l.
- Densitat (a 20 °C): inferior a 1,18 g/ml.
- Contingut màxim de metanol: 1g/l.
- Contingut màxim de metalls pesants: 40 ppm (expressades en plom)

## Sistema de control
Els elaboradors d'herbes eivissenques, per poder usar la menció Hierbas Ibicencas a les seves etiquetes han d'estar inscrits al Registre de la denominació geogràfica, que gestiona i controla el Consell Insular d'Eivissa i Formentera.